# Gloria Gaynor
Gloria Gaynor (Newark (New Jersey), 7 september 1943) is een Amerikaans zangeres, bekend door de discohit I will survive (1979) en Never can say goodbye (1974). Gaynor was zangeres bij de Soul Satisfiers, een jazz/pop-band, uit de jaren 60. Haar eerste solosingle was She'll be sorry/Let me go baby (1965).
In 1991 had ze een hit met Can't Take My Eyes Off You, van Frankie Valli (met The Four Seasons), een nummer dat meer dan 200 keer succesvol gecoverd is.

## Discografie

### Singles
| Single met eventuele hitnotering(en) in de Nederlandse Top 40 | Datum van verschijnen | Datum van binnenkomst | Hoogste positie | Aantal weken | Opmerkingen             |
| ------------------------------------------------------------- | --------------------- | --------------------- | --------------- | ------------ | ----------------------- |
| Honey bee                                                     | 1974                  | 09-11-1974            | 22              | 7            |                         |
| Never can say goodbye                                         | 1975                  | 18-01-1975            | 7               | 9            | Alarmschijf             |
| Reach out, I'll be there                                      | 1975                  | 29-03-1975            | 4               | 8            |                         |
| Walk on by                                                    | 1975                  | 28-06-1975            | 22              | 4            |                         |
| (If you want it) Do it yourself                               | 1975                  | 11-10-1975            | 32              | 3            |                         |
| How high the moon                                             | 1976                  | 10-01-1976            | 18              | 4            |                         |
| I will survive                                                | 1979                  | 24-03-1979            | 4               | 10           |                         |
| Stop in the name of love                                      | 1983                  | 19-03-1983            | tip12           | -            |                         |
| I will survive                                                | 1988                  | 20-02-1988            | 14              | 8            | Re-release              |
| Can't take my eyes off you                                    | 1991                  |                       |                 |              | Cover van Frankie Valli |

### NPO Radio 2 Top 2000
| Nummers met noteringen in de NPO Radio 2 Top 2000 | '99  | '00  | '01 | '02  | '03 | '04 | '05 | '06 | '07 | '08 | '09  | '10 | '11 | '12 | '13 | '14 | '15  | '16  | '17  | '18 | '19 | '20 | '21 | '22  | '23 | '24 |
| ------------------------------------------------- | ---- | ---- | --- | ---- | --- | --- | --- | --- | --- | --- | ---- | --- | --- | --- | --- | --- | ---- | ---- | ---- | --- | --- | --- | --- | ---- | --- | --- |
| I Will Survive                                    | 345  | 573  | 556 | 704  | 831 | 753 | 883 | 860 | 888 | 796 | 1237 | 857 | 891 | 899 | 998 | 961 | 1001 | 1101 | 1011 | 646 | 873 | 705 | 835 | 1042 | 931 | 934 |
| Never Can Say Goodbye                             | 1659 | 1896 | -   | 1958 | -   | -   | -   | -   | -   | -   | -    | -   | -   | -   | -   | -   | -    | -    | -    | -   | -   | -   | -   | -    | -   | -   |
| Reach Out, I'll Be There                          | 1993 | 1947 | -   | -    | -   | -   | -   | -   | -   | -   | -    | -   | -   | -   | -   | -   | -    | -    | -    | -   | -   | -   | -   | -    | -   | -   |

1. ↑  Een '-' betekent dat het nummer niet was genoteerd en een vetgedrukt getal geeft de hoogste notering van een nummer aan.